# Адабашев, Игорь Иванович
Игорь Иванович Адабашев (1919—1993) — советский журналист, популяризатор науки, писатель-фантаст.
В 1939 окончил Харьковский машиностроительный институт. В декабре того же года призван в армию. Во время Великой Отечественной войны зам. политрука в 30-м автотранспортном полку Западного фронта, затем в авторемонтном батальоне на 3-м Белорусском фронте.
После войны директор завода в Вильнюсе. В 1964—1965 главный редактор журнала «Знание — сила», в 1970—1987 журнала «За рулём». Член Советского комитета ветеранов войны. Заслуженный работник культуры РСФСР (1979).
Первая публикация Адабашева состоялась в 1938 — научно-фантастический рассказ «Завод-автомат» в газете «Харьковский рабочий». Однако литературной работой он занялся только с 1952. Член СП СССР с 1959.
Сборник рассказов «Похищение М-Р» и повесть «Тёплая Балтика» были опубликованы в переводе на литовский язык. По-русски ему удалось напечатать лишь два рассказа в духе фантастики ближнего прицела. С 1959 выпускал только научно-популярные книги.

## Сочинения

### Научная фантастика
- MR pagrobimas. Vilnius, 1957. 166 l.
- Siltoji Baltija. Vilnius, 1959
- Тайна должна быть раскрыта: Из рассказов, присланных на конкурс /Рис. Н. Рушева //Техника-молодёжи, 1954. № 10. С. 32-37
- Случай в рейсовом самолете: НФ рассказ // Советская Литва: Альманах. Кн. 4. - Вильнюс: Гослитиздат Лит. ССР, 1957. С. 129-136

### Научно-популярные
- Человек исправляет планету. - М.: МГ, 1959.
- На краю тайны. - М.: Профиздат, 1962. 199 с.
- Подземный океан. - М.: Географгиз, 1962.
- Разум против стихии / Худ. Вс. Бродский. - М.: МГ, 1962. 271 с. 75 тыс. экз.
- Человек исправляет планету. Изд. 2-е, доп. - М.: МГ, 1964. 240 с.
- Человек меняет лицо Земли. - М.: Знание, 1965.
- Покорение "Голубого континента". - М.: Знание, 1966.
- Шаги в грядущее. - М.: Политиздат, 1967.
- От камня до мозга. - М.: Мысль, 1968. 181 с.
- Семь загадок мира. - М.: Знание, 1968. 32 с. (Новое в жизни, науке, технике. Серия "Естествознание и религия". № 4)
- Трагедия или гармония?: Природа-машина-человек. - М.: Мысль, 1973. 365 с.
- Сотворение гармонии. - М.: Мысль, 1981. 188 с.
- Мировые загадки сегодня. 2-е изд., испр. и доп. - М.: Советская Россия, 1986. 302 с.